# Loreto (métro de Milan)
Pour les articles homonymes, voir Loreto.
Loreto est une station des lignes 1 et 2 du métro de Milan, située piazzale Loreto.